# Narciso Alberto de Sousa
Narciso Alberto de Sousa (São João do Souto, Braga, 27 de maio de 1857 — ?) foi um médico e escritor português.
Nasceu em Braga, filho de Filipe Joaquim de Sousa Araújo e de D. Felicidade da Luz Malheiro da Costa Cabral e Meneses. Entrou para a Universidade de Coimbra aos 15 anos, tendo recebido o grau de bacharel em Filosofia em 1878 e o de bacharel em Medicina em 1882. Veio a estabelecer-se em Lisboa, onde fundou um consultório médico: primeiro, em 1883, um posto médico na Rua de São Luís à Estrela, e, mais tarde, no n.º 78 da Rua da Escola Politécnica.
Colaborou em vários periódicos, entre os quais o Brado, Liberal, Voz do Minho, Liberdade, Amigo do Povo, Jornal Académico, Tribuno Popular, Operário, Borboleta, Gazeta dos Hospitais Militares, Estudos Médicos.

## Publicações
- Núpcias no céu
- Noites do Mondego
- Estudos scientificos
- Theorias chimicas modernas
- Fonte maldita (tradução)
- O onanismo (tradução)
- Medicina velha e medicina nova (tradução)
- A fórmula do progresso (tradução, original de Emilio Castelar)